# 霍奇斯穹丘

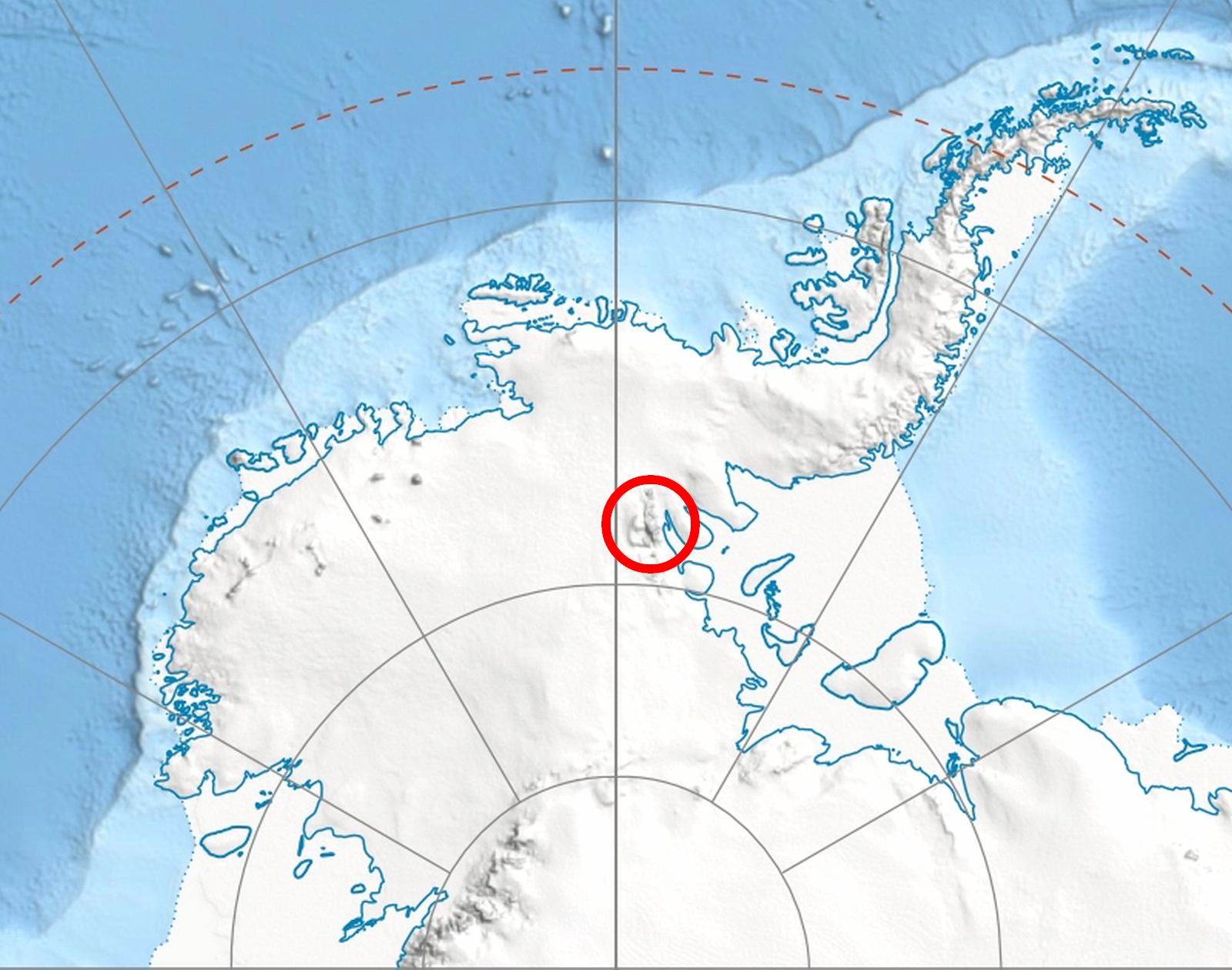

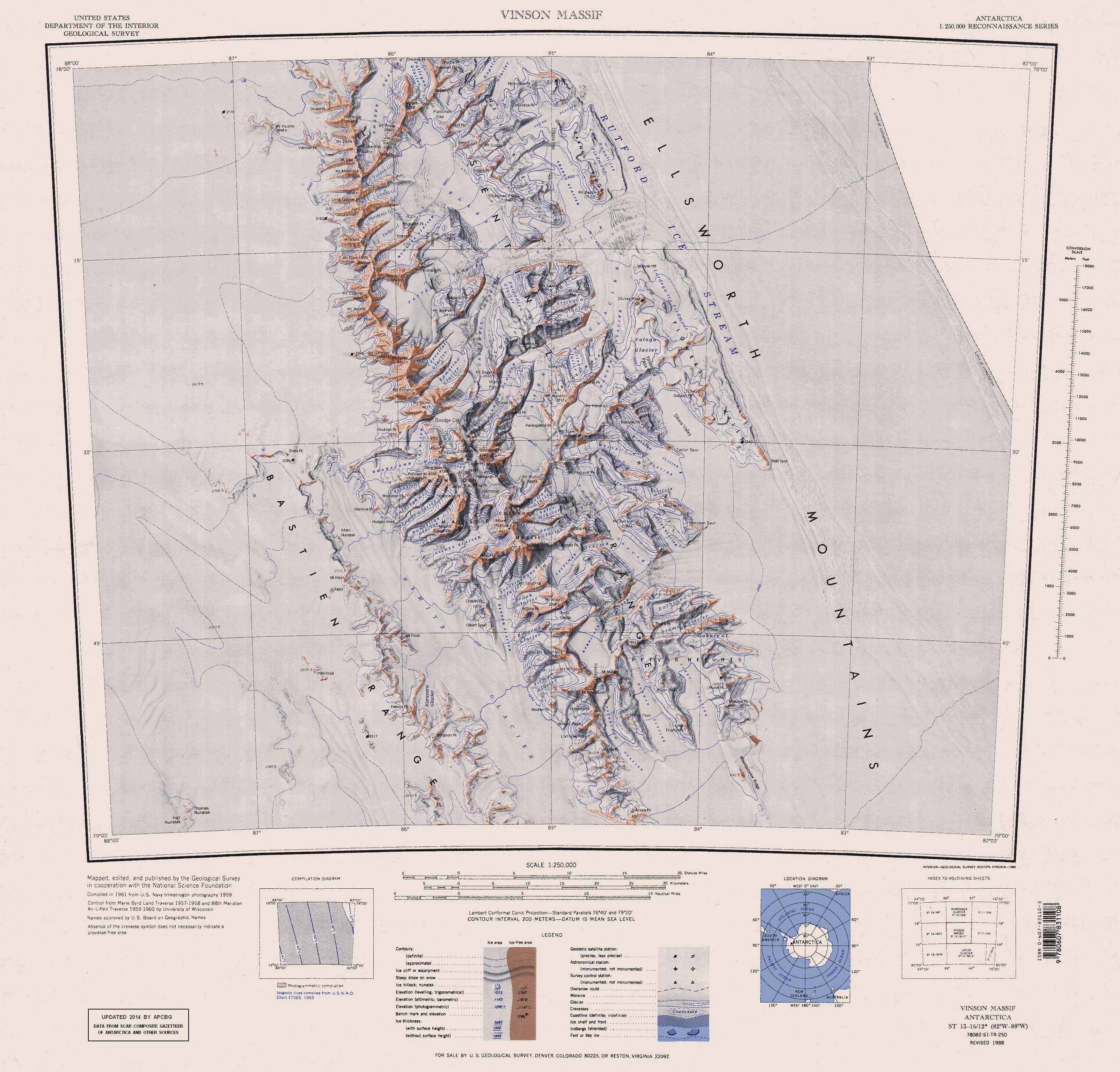

78°35′41″S 85°57′15″W / 78.59472°S 85.95417°W
霍奇斯穹丘（英語：Hodges Knoll），是南極洲的穹丘，位於埃爾斯沃思地，處於克弗諾瓦峰東南面3.12公里，屬於埃爾斯沃思山脈中森蒂納爾嶺的一部分，海拔高度2,250米，現時由南極條約體系管理。